# Hószéli szegfű
A hószéli szegfű (Dianthus glacialis) a szegfűvirágúak (Caryophyllales) rendjébe, ezen belül a szegfűfélék (Caryophyllaceae) családjába tartozó faj.

## Előfordulása
A hószéli szegfű elterjedési területe az Alpok központi területének keleti része és a Kárpátok. A következő országokban található meg: Ausztria, Csehország, Szlovákia, Lengyelország, Svájc, Olaszország és Románia.

## Alfajai
- Dianthus glacialis subsp. gelidus (Schott, Nyman & Kotschy) Tutin – fagyos szegfű
- Dianthus glacialis subsp. glacialis

## Megjelenése
A hószéli szegfű 2-8 centiméter magas, kopasz, gyepes növekedésű, évelő növény, egyszerű, felálló szárakkal és nagyszámú meddő levélrózsával. Szálas, tompa csúcsú levelei legfeljebb 5 centiméter hosszúak és 2 milliméter szélesek, vastagok; a tőlevelek a száraknál többnyire hosszabbak. A száron 1-2 pár levél, csúcsán pedig általában egyetlen, 15-20 milliméter széles, illatos virág fejlődik. A szirom lemeze tagolatlan, csúcsán fogazott szélű, bíbor-rózsaszínű, fonákján zöldes, körme felé sötétebb csíkok, pontok tarkítják, és gyengén szőrös. A csésze cső alakú, 12-16 milliméter hosszú, kopasz, pikkelylevelei olyan hosszúak, mint maga a csésze, tojásdadok, fokozatosan hosszú hegybe keskenyednek. A virágban 2 bibeszál található, a termés 4 foggal nyíló tok.

## Életmódja
A hószéli szegfű tömött, gyepszerű foltokban nő az Alpok középső részén, 1900 és 2900 méter közötti magasságban, ahol főleg a szélnek kitett lejtőkön és gerinceken, télen is hómentesen maradó helyeken és felszakadozott gyepek hézagaiban található. Egyébként a köves, mésztartalmú vagy savanyú talajokat és a rövid szálú, alacsony gyepeket kedveli.
A virágzási ideje július–augusztus között van.

## Rokon fajok
A hószéli szegfűnek a következők a közeli rokonai: a havasi szegfű (Dianthus alpinus), a fényes szegfű (Dianthus nitidus), az apró szegfű (Dianthus microlepis), a balkáni szegfű (Dianthus scardicus), a Freyn-szegfű (Dianthus freynii) és a királykői szegfű (Dianthus callizonus).

## Képek

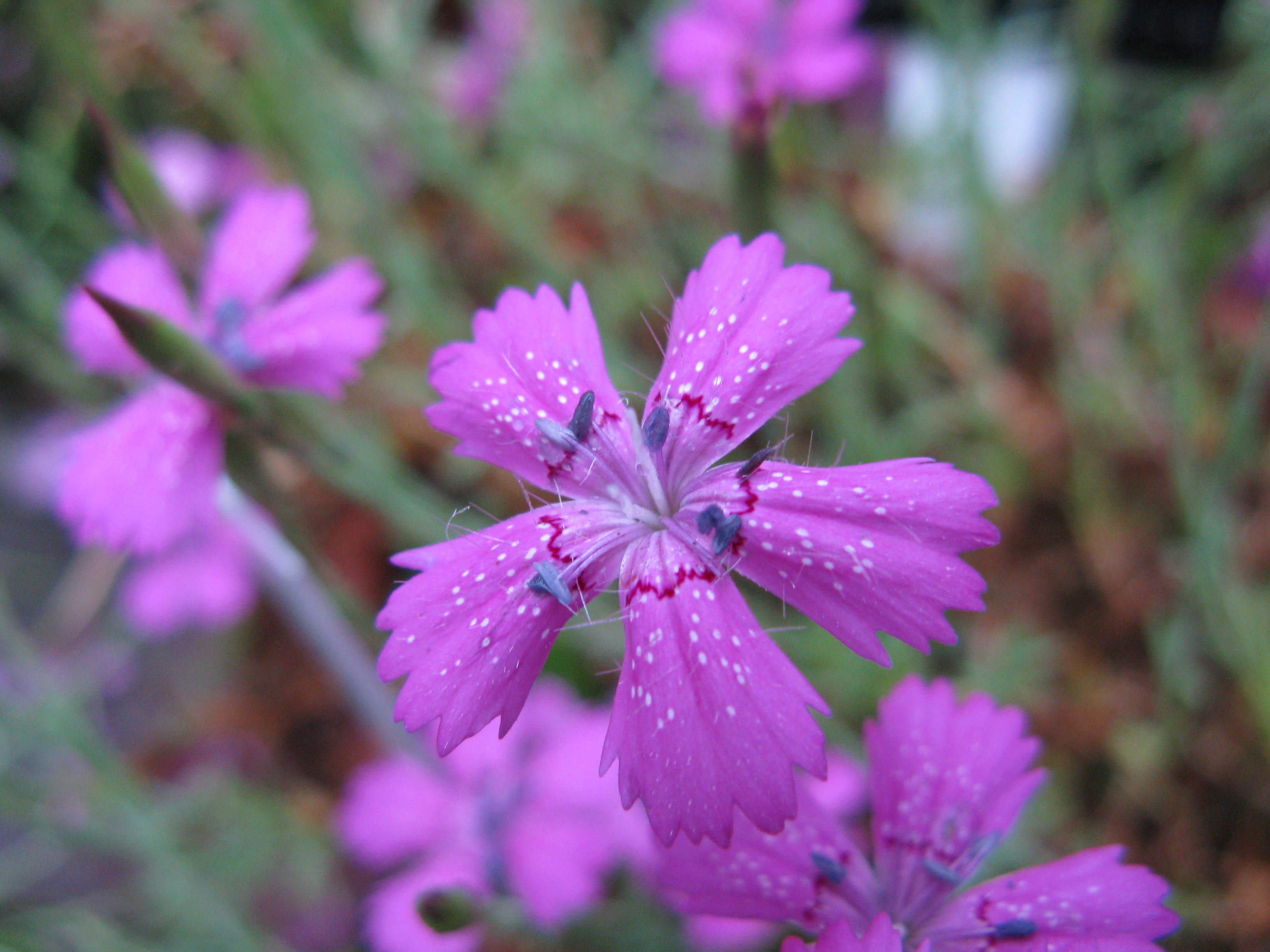
Virága szemből
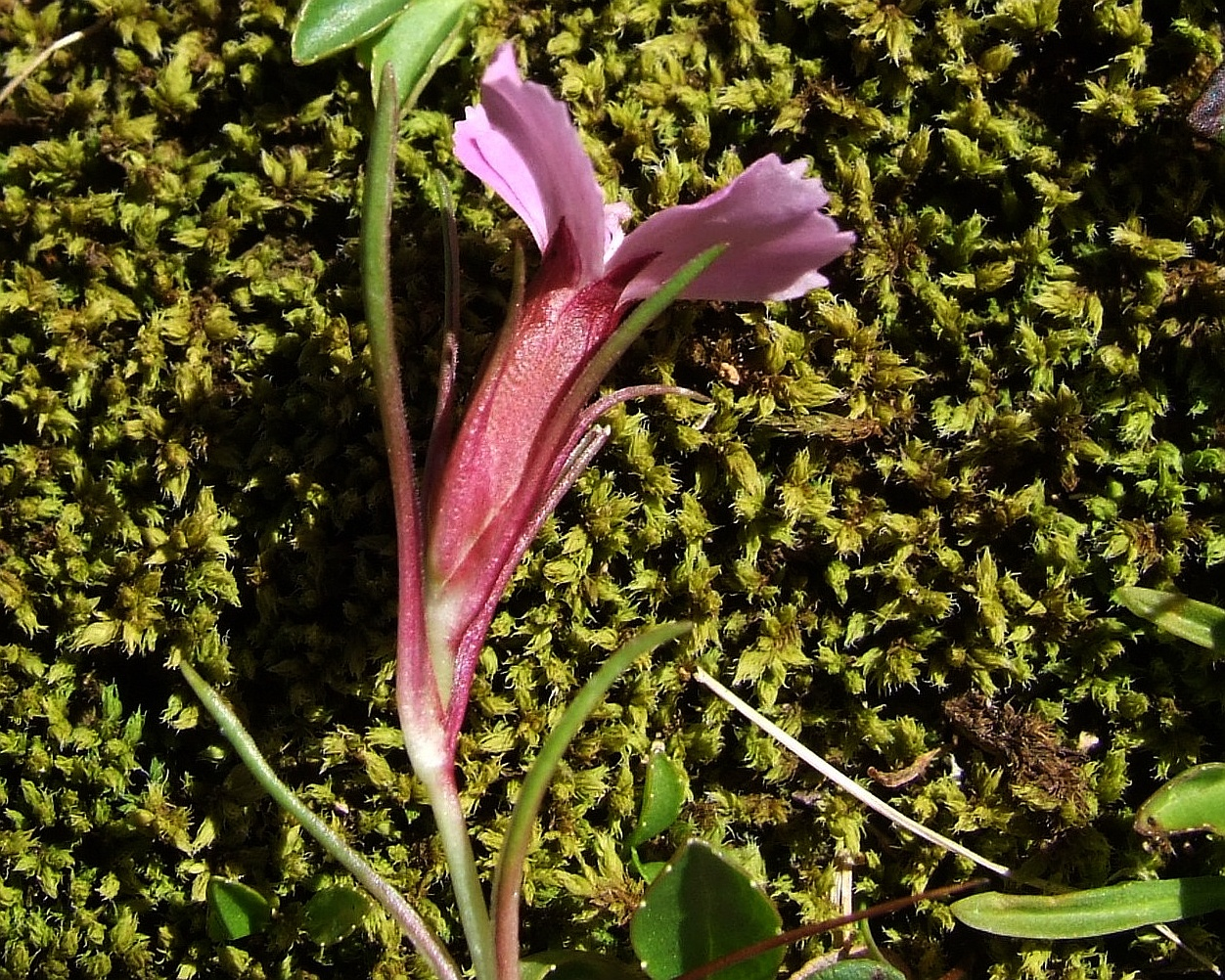
és oldalról
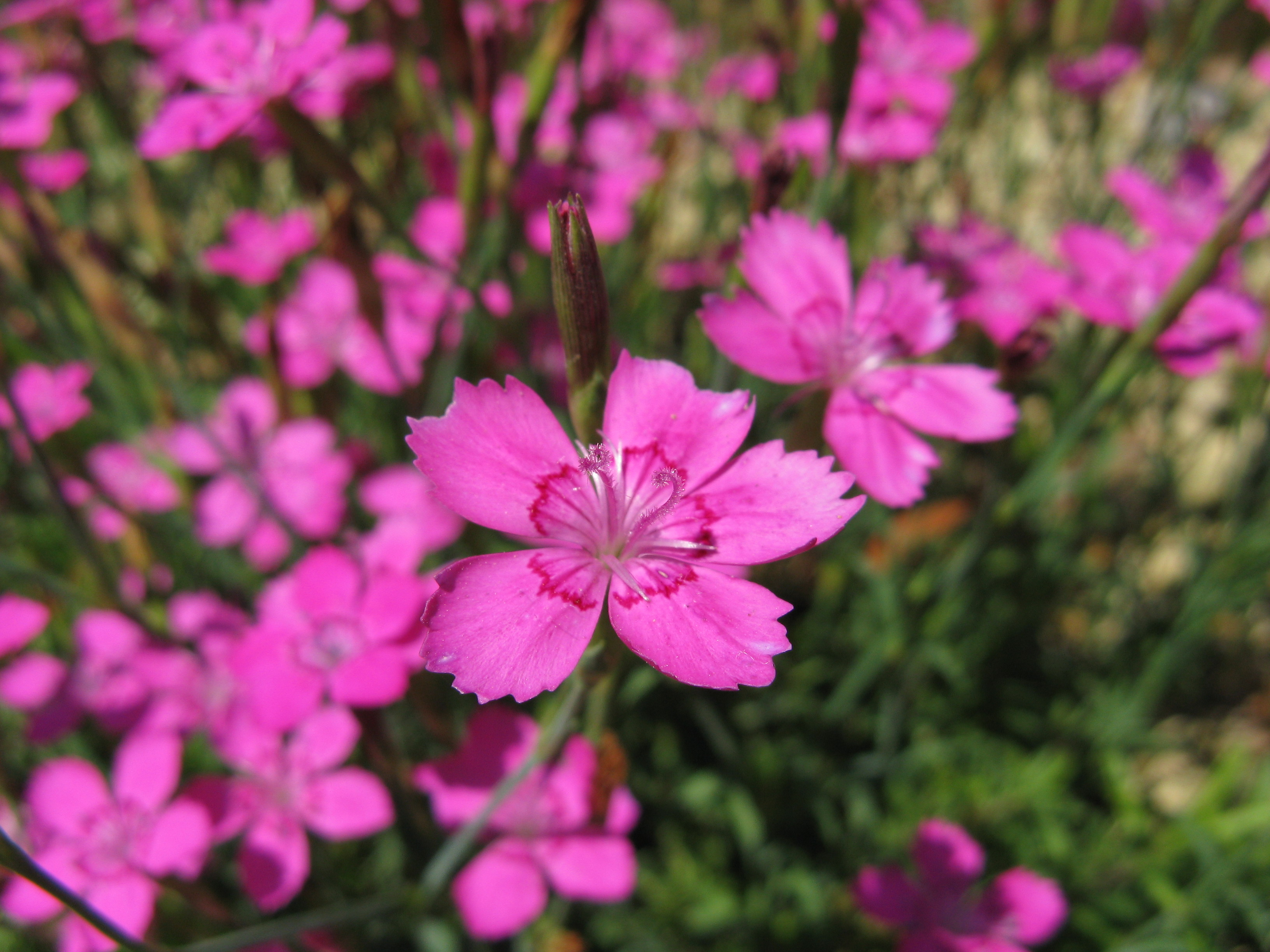
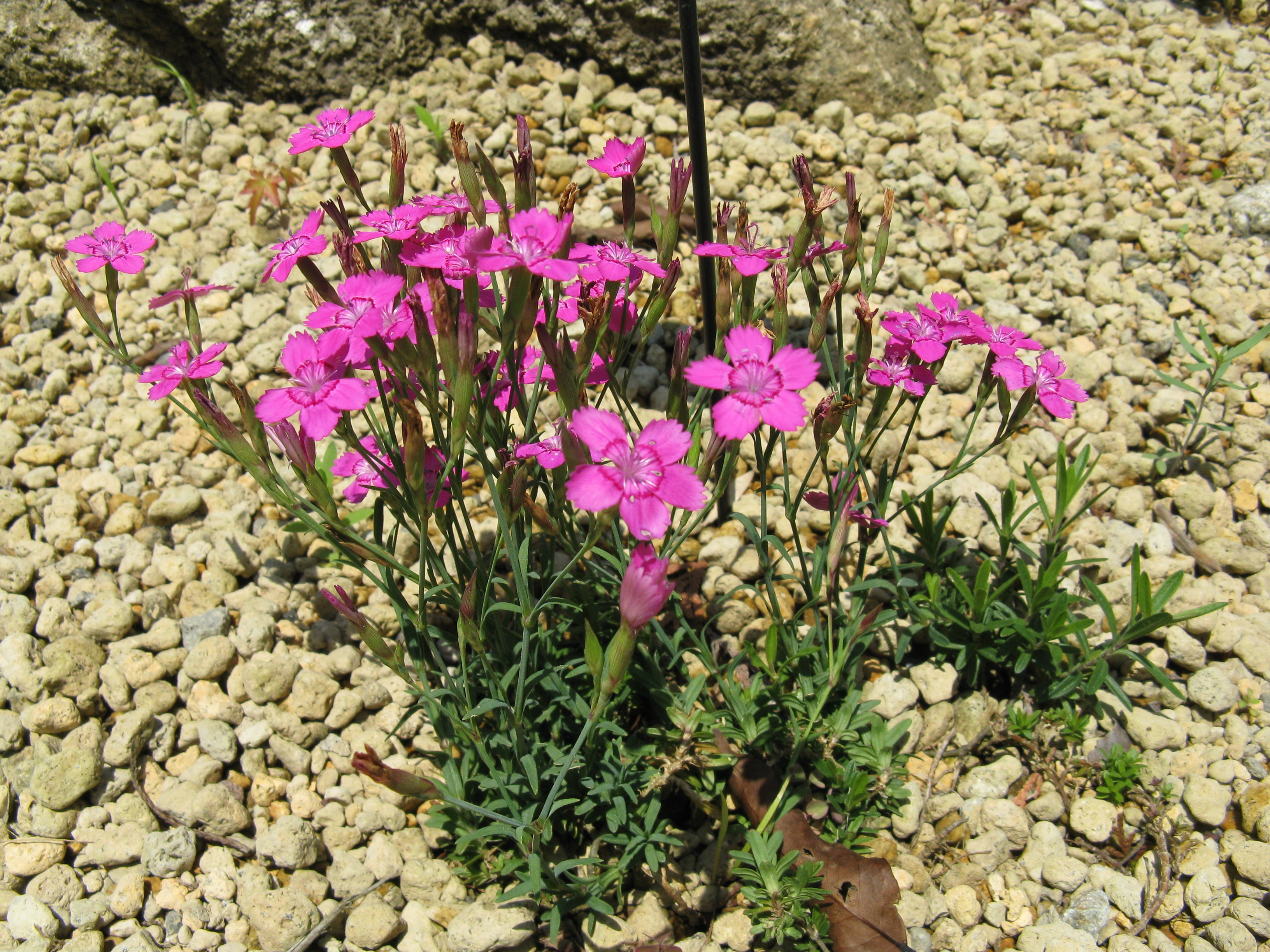
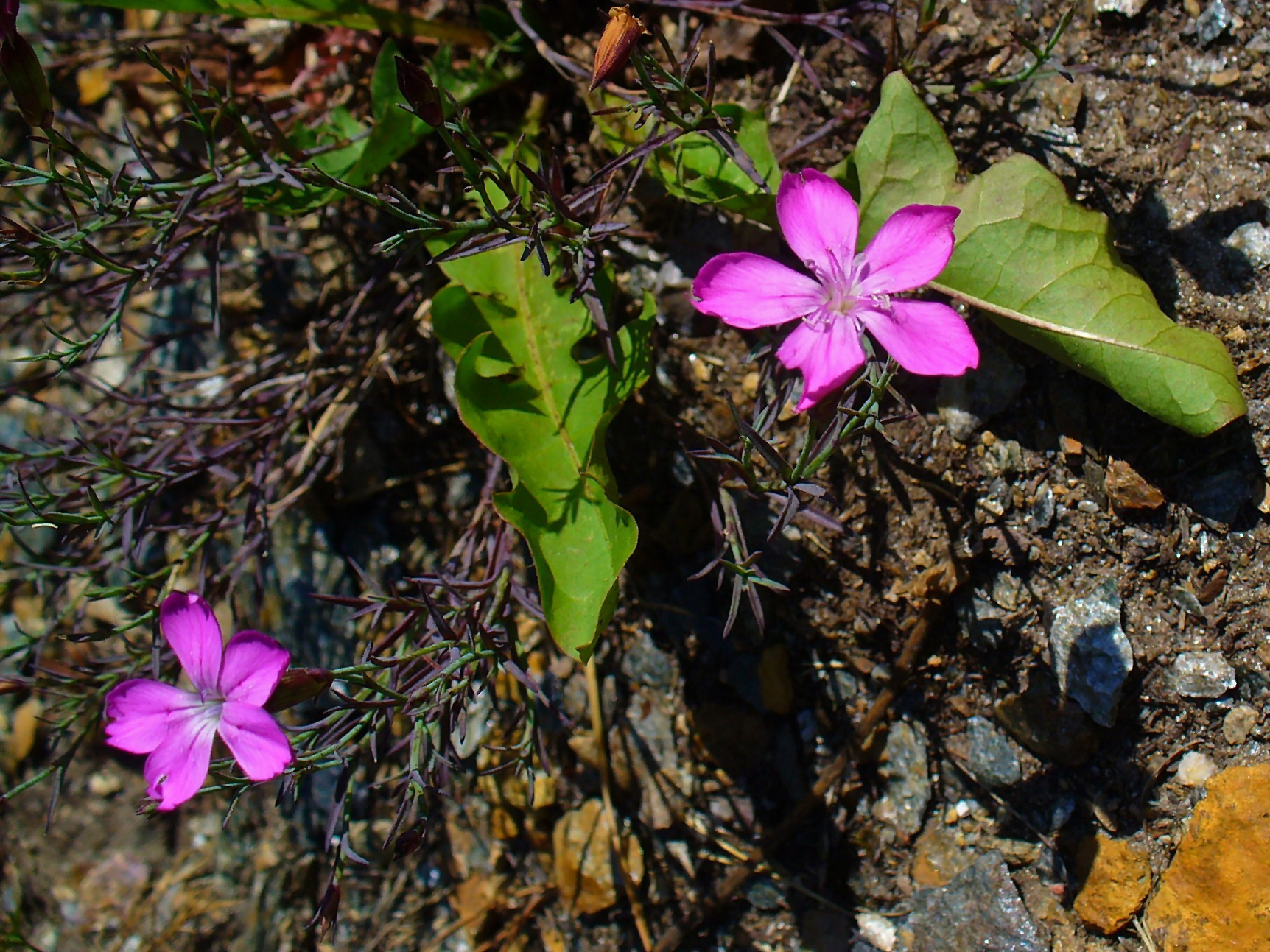
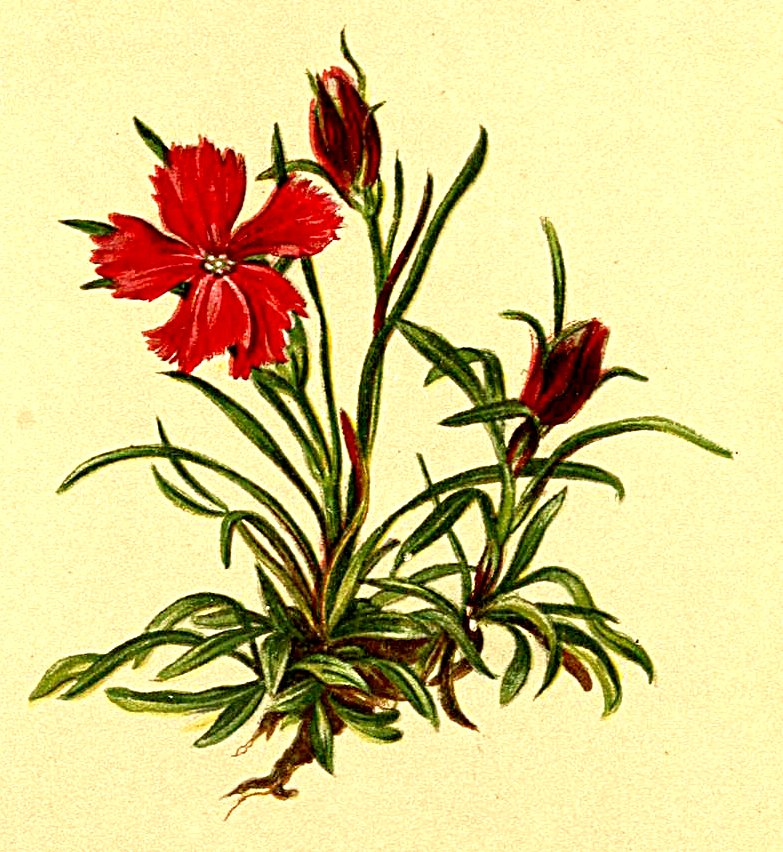
Rajz a növényről